# Gröden (gmina)
Gröden – gmina w Niemczech w kraju związkowym Brandenburgia, w powiecie Elbe-Elster, siedziba urzędu Schradenland.